# Onde Mayer
Le onde Mayer sono i cambiamenti ciclici o le onde nella pressione arteriosa causate dalle oscillazioni nei sistemi di controllo dei riflessi dei barorecettori e dei chemorecettori. Le onde sono viste sia nell'ECG che nelle curve di pressione sanguigna continue e hanno una frequenza di circa 0,1 Hz (onde di 10 secondi). Queste onde furono originariamente descritte da Siegmund Mayer, Ewald Hering e Ludwig Traube quindi originariamente chiamate "Traube-Hering-Mayer waves".
Le onde Mayer possono essere definite come oscillazioni arteriose della pressione arteriosa (AP) a frequenze più lente della frequenza respiratoria e che mostrano un'associazione significativa con l'attività nervosa simpatica efferente (SNA). Nell'uomo, le oscillazioni AP che soddisfano queste proprietà hanno una frequenza caratteristica di ca. 0,1 Hz; 0,3 Hz nei conigli e 0,4 Hz nei ratti.
La base emodinamica delle onde di Mayer sono oscillazioni del tono vasomotorio simpatico dei vasi sanguigni arteriosi, poiché le onde di Mayer sono soppresse o almeno fortemente attenuate dal blocco farmacologico degli alfa-adrenorecettori. All'interno di una determinata specie biologica, la loro frequenza è abbastanza stabile; negli esseri umani è stato dimostrato che questa frequenza non dipende dal sesso, dall'età o dalla postura. È stato suggerito che le onde di Mayer innescano la liberazione dell'ossido nitrico (NO) derivato dall'endotelio da cambiamenti ciclici dello stress di taglio vascolare che potrebbero essere utili per il funzionamento finale dell'organo.
Le onde di Mayer sono correlate con la variabilità della frequenza cardiaca.
Takalo et al. (1999) affermano che "lo spostamento di frequenza delle onde di Mayer verso le basse frequenze è associato ad un aumentato rischio di sviluppare ipertensione ".